# Giochi tolemaici
I giochi tolemaici (in greco antico: Πτολεμαια?, Ptolemaia) furono delle celebrazioni atletiche e religiose che si svolgevano ogni quattro anni nella città di Alessandria nell'Egitto tolemaico.

## Storia
I giochi vennero istituiti nel 280 a.C. dal re d'Egitto Tolomeo II Filadelfo in onore del defunto padre Tolomeo I Sotere, ma vennero in seguito dedicati anche alla madre di Tolomeo Filadelfo, Berenice I, morta nel 279 a.C., anno della prima celebrazione dei giochi. Entrarono ufficialmente a far parte dei giochi panellenici nel 262 a.C., quando, a causa della guerra cremonidea, l'anfizionia delfica li riconobbe per avvicinarsi all'Egitto in funzione anti-macedone.